# خیشومی لثوی بی‌واک
خیشومی لثوی بی‌واک یک صامت است که در گفتار برخی از زبانهای جهان به کار می‌رود. نمادهای این همخوان در الفبای آوانگاری بین‌المللی ⟨n̥⟩ و ⟨n̊⟩ هستند.